# Deutschland (schip, 1866)
De SS Deutschland was een Duits schip dat vanuit Bremen, via Southampton, voer op New York.

## De ramp
Het schip vertrok op 4 december 1875 vanuit Bremen. Het weer was slecht en op 6 december liep het tijdens een sneeuwstorm op de rotsen van Kentish Knock aan de monding van de Theems. 57 mensen lieten het leven terwijl 173 anderen uit het koude water werden gehaald door de sleepboot Liverpool.